# 坐駕里
坐駕里是臺灣臺南市善化區的一個里，劃為17鄰。坐駕里之名有稱係因鄭成功曾至此地而得名，然亦有稱係鄭氏之部將劉國軒者。

## 範圍
坐駕里位於善化區南部，西臨文昌里、東關里，北以中山路、建國路、大成路與光文里為界，東則隔臺鐵縱貫線與小新里、蓮潭相望。
坐駕里北部屬糖廍、瓦磘聚落，中央偏東屬坐駕聚落，南部則設有亞蔬—世界蔬菜中心。過去於坐駕西邊尚有埔姜林聚落，但現已無人居住。

## 歷史
坐駕里於日治時期屬善化街第七保，戰後設坐駕里，因人口增長而於1982年析置光文里。2018年臺南市里鄰調整時調整里界，將南方之亞蔬—世界蔬菜中心由文昌里改劃入坐駕里。

## 設施
- 亞蔬—世界蔬菜中心
- 國立善化高級中學
- 臺南市善化區大成國民小學